# ジェイソン・モット
ジェイソン・ルイス・モット（Jason Louis Motte, 1982年6月22日 - ）は、アメリカ合衆国ミシガン州セントクレア郡ポートヒューロン出身の元プロ野球選手（投手）。右投右打。愛称はJモット。

## 経歴

### プロ入り前
アイオナ大学時代は捕手。当時から強肩で、捕球から二塁へ1.76秒で送球できた（MLBの平均は1.9～2.0秒）。スカウトから投手をやってみてほしいという要望もあったが、本人が捕手に愛着があったことに加え監督が怪我を心配したためマウンドに立つことはなかった。

### プロ入りとカージナルス時代

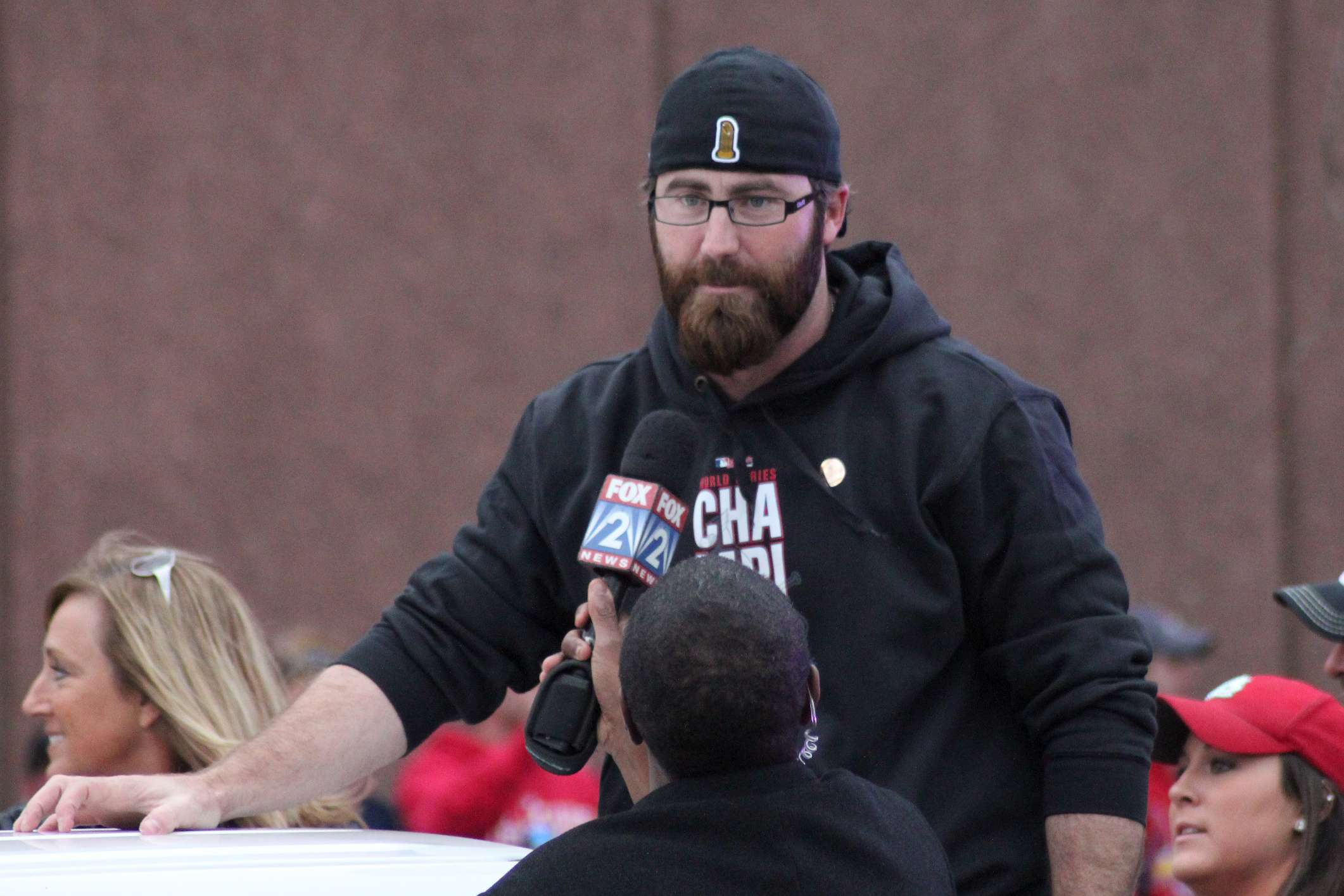
2011年のワールドシリーズ優勝パレードでのモット

2003年のMLBドラフト19巡目（全体575位）でセントルイス・カージナルスから指名され、プロ入り。カージナルス傘下のマイナー球団で捕手を務めていたが、2005年は2球団合計（A+級パームビーチ・カージナルス、AA級スプリングフィールド・カージナルス）で打率.176という貧打だった。
2006年から投手へ転向した。
2007年11月20日にルール・ファイブ・ドラフトによる指名を避けるため、40人枠入りを果たした。
2008年9月3日のアリゾナ・ダイヤモンドバックス戦でメジャーデビュー。球団がシーズン終了後、ジェイソン・イズリングハウゼンとの契約を見送り、翌年のスプリングトレーニングでクローザーの座を争うことになった。
2009年にはカージナルスのクローザーを務めることになった。ピッツバーグ・パイレーツとの本拠地ブッシュ・スタジアムでの開幕戦で、2点リードの9回に登板したが、4失点で負け投手となり、クローザーから降格。同年、リリーフとして69試合に登板して4勝4敗・防御率4.76・54奪三振を記録。
2010年からは一流リリーバーと呼ぶに相応しい成績を残すようになる。この年には結婚もしている。結婚式の介添人はマイナーリーグ時代からの友人である同僚のミッチェル・ボッグスだった。式の3週間後にボッグスが結婚式を挙げているが、その時の介添人はモッテが務めている。
2011年の9月初旬からクローザーに定着し、ポストシーズンでは5セーブを記録。ワールドシリーズ制覇に貢献した。
2012年は初めて年間を通してクローザーを担当し、アトランタ・ブレーブスのクレイグ・キンブレルと並んでリーグ最多タイの42セーブを記録した。オフに2年契約を延長した。
2013年は開幕前に肘を故障し、トミー・ジョン手術を受ける。そのため、シーズンは登板はなかった。
2014年3月29日に前年の手術の影響で15日間の故障者リスト入りした。5月20日に復帰。8月8日に腰の故障で15日間の故障者リスト入りし、9月2日に復帰した。この年は29試合に登板して1勝0敗・防御率4.68・17奪三振の成績を残した。オフの10月30日にFAとなった。

### カブス時代
2014年12月19日にシカゴ・カブスと450万ドルの1年契約を結んだ。
2015年は57試合に登板して8勝1敗6セーブ・防御率3.91・34奪三振の成績を残した。11月2日にFAとなった。

### ロッキーズ時代
2015年12月8日にコロラド・ロッキーズと2年1000万ドルの契約を結んだ。
2016年は30試合に登板して0勝1敗・防御率4.94・24奪三振の成績を残した。
2017年3月31日に戦力外となり、4月5日に自由契約となった。

### ブレーブス時代
2017年4月9日にアトランタ・ブレーブスとマイナー契約を結び、傘下のAAA級グウィネット・ブレーブスへ配属された。4月27日にメジャー昇格した。11月2日にフリーエージェント(FA)となった。

### カージナルス傘下時代
2018年2月19日にカージナルスとマイナー契約を結び、同年のスプリングトレーニングに招待選手として参加することになった。

## 投球スタイル
最速100mph（平均96mph）のフォーシームを主体に、平均94mphの高速シンカー（ツーシーム）、90mph前後のカットボールを組み合わせた投球スタイル。右打者にはカットボールを投げる割合が増え、左打者に対しては稀にチェンジアップも用いる。

## 詳細情報

### 年度別投手成績
| 年 度     | 球 団     | 登 板 | 先 発 | 完 投 | 完 封 | 無 四 球 | 勝 利 | 敗 戦 | セ 丨 ブ | ホ 丨 ル ド | 勝 率 | 打 者 | 投 球 回 | 被 安 打 | 被 本 塁 打 | 与 四 球 | 敬 遠 | 与 死 球 | 奪 三 振 | 暴 投 | ボ 丨 ク | 失 点 | 自 責 点 | 防 御 率 | W H I P |
| --------- | --------- | ----- | ----- | ----- | ----- | -------- | ----- | ----- | -------- | ----------- | ----- | ----- | -------- | -------- | ----------- | -------- | ----- | -------- | -------- | ----- | -------- | ----- | -------- | -------- | ------- |
| 2008      | STL       | 12    | 0     | 0     | 0     | 0        | 0     | 0     | 1        | 4           | ----  | 40    | 11.0     | 5        | 0           | 3        | 0     | 0        | 16       | 0     | 0        | 2     | 1        | 0.82     | 0.73    |
| 2009      | STL       | 69    | 0     | 0     | 0     | 0        | 4     | 4     | 0        | 5           | .500  | 244   | 56.2     | 57       | 10          | 23       | 1     | 2        | 54       | 2     | 1        | 32    | 30       | 4.76     | 1.41    |
| 2010      | STL       | 56    | 0     | 0     | 0     | 0        | 4     | 2     | 2        | 12          | .667  | 208   | 52.1     | 41       | 5           | 18       | 3     | 0        | 54       | 1     | 0        | 13    | 13       | 2.24     | 1.13    |
| 2011      | STL       | 78    | 0     | 0     | 0     | 0        | 5     | 2     | 9        | 18          | .714  | 268   | 68.0     | 49       | 2           | 16       | 2     | 5        | 63       | 1     | 0        | 22    | 17       | 2.25     | 0.96    |
| 2012      | STL       | 67    | 0     | 0     | 0     | 0        | 4     | 5     | 42       | 0           | .444  | 279   | 72.0     | 49       | 9           | 17       | 1     | 2        | 86       | 0     | 0        | 23    | 22       | 2.75     | 0.92    |
| 2014      | STL       | 29    | 0     | 0     | 0     | 0        | 1     | 0     | 0        | 1           | 1.000 | 110   | 25.0     | 29       | 7           | 9        | 0     | 0        | 17       | 1     | 0        | 14    | 13       | 4.68     | 1.52    |
| 2015      | CHC       | 57    | 0     | 0     | 0     | 0        | 8     | 1     | 6        | 9           | .889  | 206   | 48.1     | 48       | 4           | 11       | 5     | 2        | 34       | 2     | 0        | 21    | 21       | 3.91     | 1.22    |
| 2016      | COL       | 30    | 0     | 0     | 0     | 0        | 0     | 1     | 0        | 6           | .000  | 109   | 23.2     | 28       | 6           | 8        | 1     | 2        | 24       | 0     | 0        | 15    | 13       | 4.94     | 1.52    |
| 2017      | ATL       | 46    | 0     | 0     | 0     | 0        | 1     | 0     | 0        | 5           | 1.000 | 166   | 40.2     | 28       | 6           | 20       | 1     | 3        | 27       | 1     | 0        | 16    | 16       | 3.54     | 1.18    |
| 通算：9年 | 通算：9年 | 444   | 0     | 0     | 0     | 0        | 27    | 15    | 60       | 70          | .643  | 1630  | 397.2    | 334      | 49          | 125      | 14    | 16       | 375      | 8     | 1        | 1458  | 146      | 3.30     | 1.15    |

- 2018年度シーズン終了時
- 各年度の太字はリーグ最高

### タイトル
- 最多セーブ投手：1回（2012年）

### 背番号
- 60（2008年 - 2009年）
- 30（2010年 - 2017年）